# 발두아즈주의 캉통
프랑스 발두아즈주에는 총 21개의 캉통이 속해 있다. 2015년 3월 행정구역 총개편으로 인해 현재는 다음과 같이 설치되어 있다.
- 아르장퇴유 1
- 아르장퇴유 2
- 아르장퇴유 3
- 세르지 1
- 세르지 2
- 되유라바르
- 도몽
- 에르몽
- 포스
- 프랑콩빌
- 가르주레고네스
- 구생빌
- 에르블레
- 릴아당
- 몽모랑시
- 퐁투아즈
- 생캉로몬
- 사르셀
- 타베르니
- 보레알
- 빌리에르르벨